# Mickael Garos
Mickael Garos, né le 10 mai 1988 à Rouen en France, est un footballeur français qui joue au poste de milieu défensif à l'AS La Jeunesse d'Esch.

## Biographie

### Début en France
Formé au sein du club, la carrière du joueur débute à l'US Quevilly. 
En 2009, le joueur rejoint les Vosges et s'engage avec le SR Saint-Dié.
Après deux ans en Lorraine, il rejoint l'Alsace pour s'engager avec le FC Saint-Louis Neuweg, alors en CFA 2.

### Départ au Luxembourg
Pour la première fois de sa carrière, le joueur quitte son pays natal pour rejoindre le Luxembourg et signe un contrat avec le FC Progrès Niederkorn, club de BGL Ligue.
Le 12 juin 2017, le joueur s'engage avec le F91 Dudelange. Dès sa première saison avec son nouveau club, le joueur remporte le championnat de BGL Ligue.
À la suite de son titre de champion de BGL Ligue, le joueur est prêté au FC Differdange 03 en 2018 jusqu'à la fin de saison 2018-2019.
Après trois ans au sein du F91 Dudelange, le joueur s'engage en 2020 avec le FC Swift Hesperange.
En 2022, il rejoint le RFCU Luxembourg, vainqueur en titre de la Coupe du Luxembourg.
Le 1er juin 2023, le joueur s'engage avec le FC Schifflange 95, dernier champion de Promotion d'Honneur.
Il signe un contrat avec l'AS La Jeunesse d'Esch, club de BGL Ligue, lors du mercato d'été 2024.

## Palmarès
| F91 Dudelange (1) :            |
| ------------------------------ |
| - BGL Ligue - Vainqueur : 2018 |